# 클로드 코엔타누지
클로드 코엔타누지(프랑스어: Claude Cohen-Tannoudji, 1933–)는 알제리 태생의 프랑스 수학자이다. 레이저 냉각에 대한 연구로, 1997년에 노벨 물리학상을 수상하였다.

## 생애
당시 프랑스의 식민지였던 알제리 콩스탕틴에서 유대인 가정에 태어났다. 부모는 원래 모로코 탕헤르 출신이었다.
1953년에 알제리에서 고등학교를 졸업하고, 파리의 에콜 노르말 쉬페리외르로 유학하였다. 1962년에 박사 학위를 수여받았다. 1973년에 콜레주 드 프랑스의 교수가 되었다. 1997년에 노벨 물리학상을 수상하였다.

## 저서
- Cohen-Tannoudji, Claude; Bernard Diu, Frank Laloë (1973). 《Mécanique quantique (2 cols.)》 (영어). Paris: Collection Enseignement des Sciences. ISBN 2-7056-5733-9.
- Cohen-Tannoudji, Claude; Gilbert Grynberg, Jacques Dupont-Roc (2001). 《Introduction à l’électrodynamique quantique》. Savoirs actuels (프랑스어) 2e édition판. CNRS Éditions. ISBN 2-86883-535-X. ISSN 1255-0175.
- Cohen-Tannoudji, Claude; Gilbert Grynberg, Jacques Dupont-Roc (1988). 《Processus d’interaction photons-atomes》 (프랑스어). CNRS Éditions. ISBN 978-272960157-7.
- Cohen-Tannoudji, Claude. 《Atoms in light fields》 (영어). World Scientific. (논문집)